# Coleford, Monmouth, Usk and Pontypool Railway
Die Coleford, Monmouth, Usk and Pontypool Railway war eine britische Eisenbahngesellschaft in Gloucestershire in England und in Wales. 
Die Gesellschaft wurde am 20. August 1853 gegründet um den Forest of Dean mit der Kohleregion in Südwales zu verbinden. Treibende Kraft dafür war das Parlamentsmitglied Crawshaw Bailey. Mit der Gründung der Gesellschaft wurde auch die Monmouth Railway (Monmouth-Coleford) übernommen. Am 2. Juni 1856 wurde der Abschnitt von Pontypool nach Usk und am 12. Oktober 1857 die restliche Strecke nach Monmouth eröffnet. Die Betrieb oblag der Newport, Abergavenny and Hereford Railway, an die in Pontypool die CMU&R anschloss. Am 1. Juli 1861 wurde die Brücke über den River Wye eröffnet und gleichzeitig wurde die Strecke für 1000 Jahre an die West Midlands Railway verpachtet. Die geplante Weiterführung der Strecke bis nach Coleford wurde nicht mehr umgesetzt. Am 22. August 1881 wurde die Gesellschaft von der Great Western Railway erworben.
Der Personenverkehr wurde am 13. Juni 1955 und der Güterverkehr am 13. September 1965 eingestellt.